# Dicranopteris owhyhensis
Dicranopteris owhyhensis là một loài dương xỉ trong họ Gleicheniaceae. Loài này được W.J.Rob. mô tả khoa học đầu tiên năm 1912.
Danh pháp khoa học của loài này chưa được làm sáng tỏ. 